# Projet Condign
Ne doit pas être confondu avec Rapport Condon.
Le Projet Condign est le nom donné à une étude secrète des ovnis entreprise par le Defence Intelligence Staff (DIS) du gouvernement britannique entre 1997 et 2000.
Les résultats ont été présentés dans un document de 400 pages intitulé Unidentified Aerial Phenomena in the UK Air Defence Region qui recense environ 10 000 cas d'observations collectés par le DI55, une section du Directorate of Scientific and Technical Intelligence (DSTI) du Defence Intelligence Staff (DIS),.
Le rapport a été versé dans le domaine public le 15 mai 2006 après le Freedom of Information Act  fait en septembre 2005 par deux chercheurs en ufologie David Clarke et Gary Anthony. L'identité du rapporteur n'a pas été rendue publique,.